# Terézia Mlýnková Išková
Terézia Mlýnková Išková (* 30. května 1990 Hodonín) je česká politička, od roku 2014 zastupitelka města Hodonín (navíc v letech 2018 až 2022 radní města), od března do listopadu 2017 místopředsedkyně Svobodných, od roku 2022 místopředsedkyně hnutí Hodoňáci.

## Život
Vystudovala magisterský obor Právo a právní věda na Právnické fakultě Masarykovy univerzity v Brně. Do Svobodných vstoupila v roce 2011 po přečtení knihy jejich předsedy Petra Macha Jak vystoupit z EU.
Kandidovala za Svobodné v komunálních volbách v roce 2014 v Hodoníně, uspěla a stala se zastupitelkou a také členkou finančního výboru města. Spolu se zastupitelem Petrem Buráněm se jí podařilo přesvědčit zastupitele o odvolání starostky Milany Grauové z její funkce.
V listopadu 2017 rezignovala na funkci místopředsedkyně Svobodných. V komunálních volbách v roce 2018 post zastupitelky města Hodonín obhájila, když kandidovala jako členka Svobodných za subjekt "Svobodní a Piráti". V listopadu 2018 byla navíc zvolena radní města.
Ve volbách do Evropského parlamentu v květnu 2019 kandidovala jako členka Svobodných na 10. místě kandidátky subjektu s názvem "Svobodní, Liberland a Radostné Česko - ODEJDEME BEZ PLACENÍ", ale nebyla zvolena.
V únoru 2022 se stala místopředsedkyní nově založeného hnutí Hodoňáci. Za toto hnutí byla lídryní kandidátky do Zastupitelstva města Hodonín v komunálních volbách v září 2022, mandát zastupitelky města se jí podařilo obhájit. Skončila však v pozici radní města.